# Richard Riszdorfer
Richard Riszdorfer est un kayakiste slovaque pratiquant la course en ligne.